# 圣伽洛圣母领报

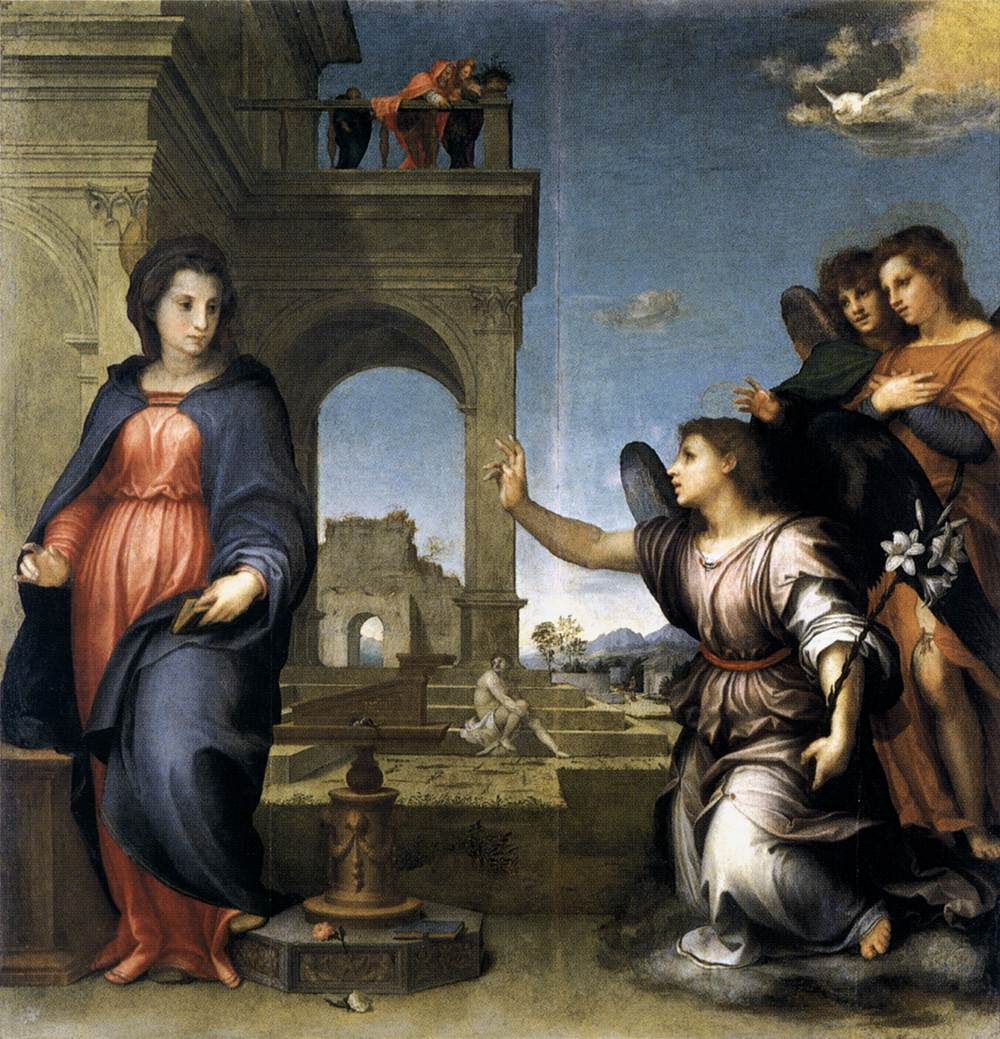
《圣伽洛圣母领报》

《圣伽洛圣母领报》是 安德烈亚·德尔·萨尔托的一幅油画，绘制于1513-1514年。现藏于佛罗伦萨的彼提宫。 
这是画家为佛罗伦萨的奥斯定会丁修道院的圣伽洛教堂绘制过三部作品，这幅画是其中的第二幅，在《不要摸我》之后，而在《三位一体的争论》之前。瓦萨里的《艺苑名人传》中记载了这幅画。当佛罗伦萨被围困时，修道院的珍宝转移到城墙内的圣雅各伯堂 ，建筑则在1531 年被查理五世的军队夷为平地。